# Stolperstein von Lappersdorf

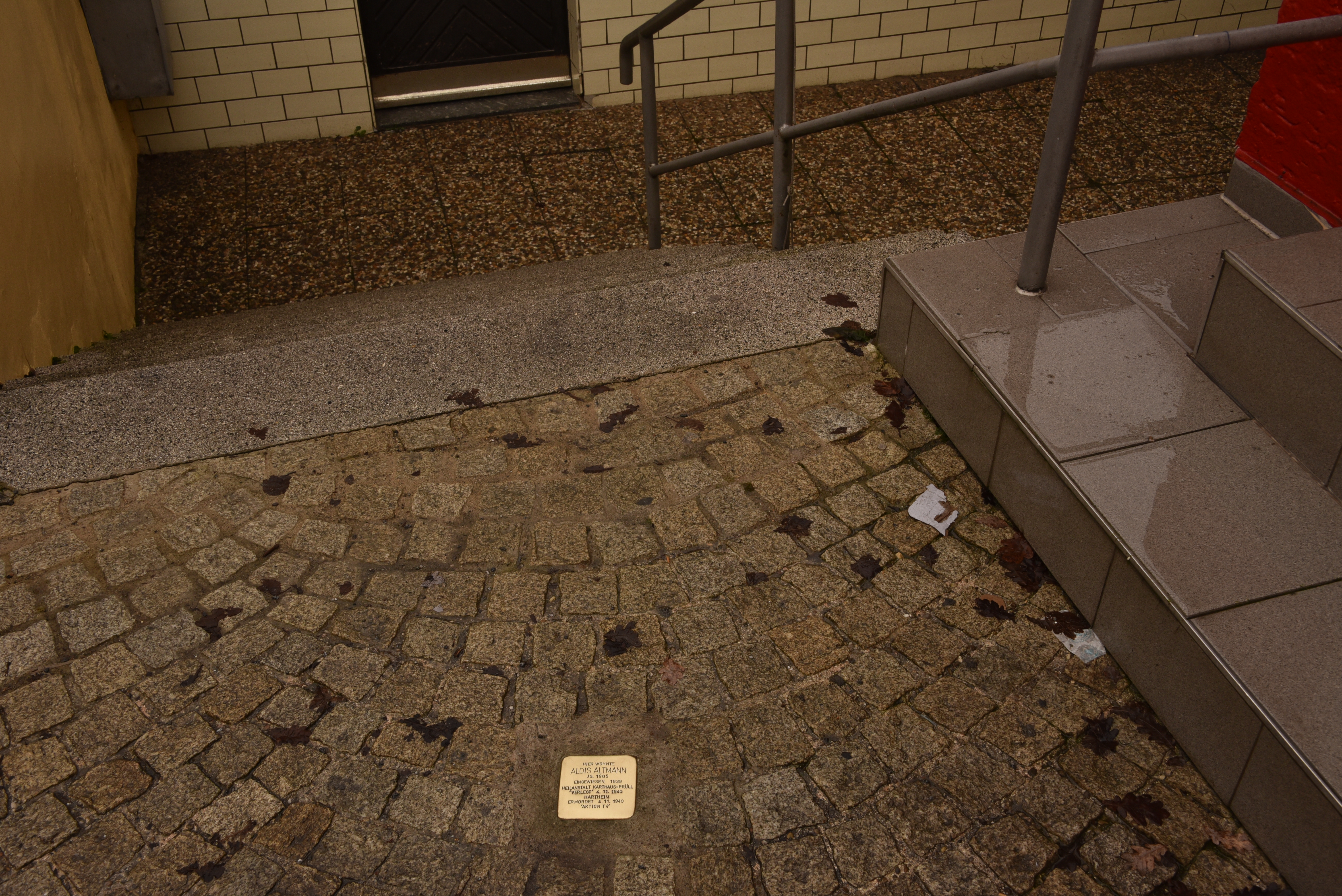
Der einzige Stolperstein Lappersdorfs

Der Stolperstein von Lappersdorf ist Alois Altmann gewidmet, einem Opfer der Aktion T4. Stolpersteine werden vom Kölner Künstler Gunter Demnig in weiten Teilen Europas verlegt. Sie erinnern an das Schicksal der Menschen, die von den Nationalsozialisten ermordet, deportiert, vertrieben oder in den Suizid getrieben wurden, und liegen im Regelfall vor dem letzten selbstgewählten Wohnsitz des Opfers. Auf der Oberseite der Betonquader mit zehn Zentimeter Kantenlänge ist eine Messingtafel verankert, die Auskunft über Namen, Geburtsjahr und Schicksal der Personen gibt, derer gedacht werden soll.
Bislang wurde ein Stolperstein in Lappersdorf verlegt.

## Stolperstein
| Stolperstein | Inschrift | Verlegeort               | Name, Leben |
| ------------ | --- | ------------------------ | --- |
|              | HIER WOHNTE ALOIS ALTMANN JG. 1905 EINGEWIESEN 1939 HEILANSTALT KARTHAUS-PRÜLL 'VERLEGT' 4.11.1940 HARTHEIM ERMORDET 4.11.1940 'AKTION T4' | Regensburger Straße 17 · | Alois Altmann wurde am 6. September in Lappersdorf geboren. Er stammte aus einer kinderreichen Familie und hatte acht Geschwister. Er wurde Maurer. Mitglieder der Familie Altmann gehörten 1920 zu den Gründern der Lappersdorfer SPD, später waren sie aktiv im Widerstand. Am 22. Juni 1933 wurden Alois Altmann und sein Bruder Ludwig in „Schutzhaft“ genommen, wegen „unverschämter Äußerungen“. Am 14. Februar 1939 erfolgte seine Einweisung nach Karthaus-Prüll, von dort wurde er im November 1940 in die Anstalt Niedernhart überstellt, und schlussendlich in die Tötungsanstalt Hartheim. Alois Altmann wurde hier am 4. November 1940 in einer Gaskammer ermordet. Seine Familie erhielt am 18. November 1940 die Mitteilung, dass er in der Anstalt Sonnenstein verstorben wäre. Ein Täuschungsversuch der Nazis, um die T4-Aktionen zu vertuschen. |

## Verlegung
Die Verlegung erfolgte am 18. Mai 2022.